# 塔古拉島
11°30′S 153°26′E / 11.500°S 153.433°E

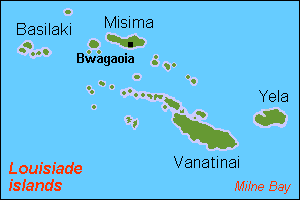
路易西亞德群島

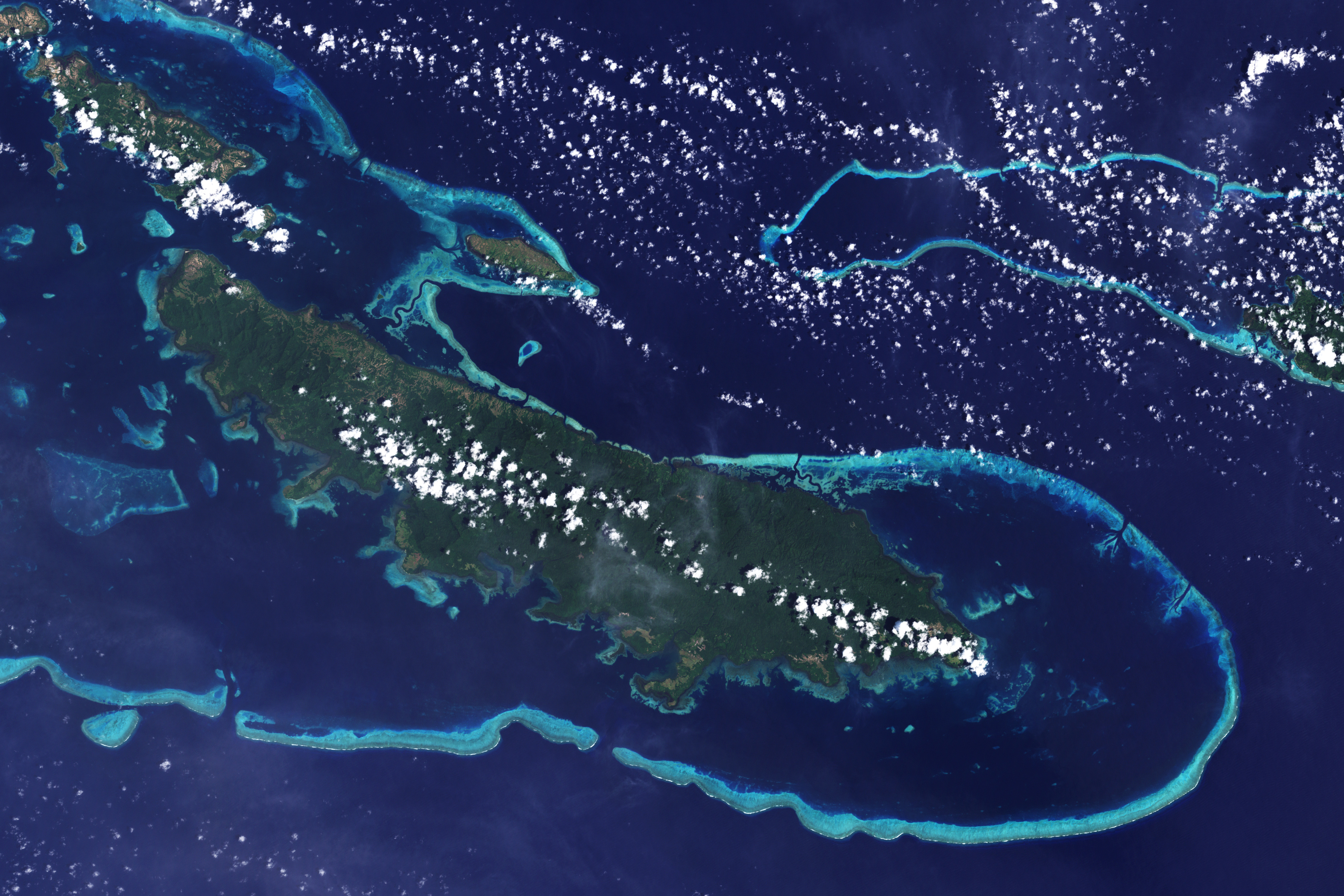
塔古拉島的衛星圖片

塔古拉島是巴布亞新幾內亞的火山島，屬於路易西亞德群島的一部分，由米爾恩灣省負責管轄，位於新畿內亞西北方360公里，面積865.7平方公里，是群島最大的島嶼，島上最高點806米，1978年人口約2,300，以出口椰子核為主。